# Douglas Dare
Douglas Dare (ur. w Bridport) – brytyjski wokalista, pianista i autor tekstów.
Syn nauczycielki gry na fortepianie. Muzykę zaczął komponować w młodym wieku, jednak tworzenie tekstów piosenek rozpoczął dopiero w 2008 roku, podczas studiów w Liverpool Institute for Performing Arts. Jego twórczość, porównywana wielokrotnie do Thoma Yorke’a czy Jamesa Blake’a, zwróciła uwagę wytwórni Erased Tapes Records, specjalizującej się w szeroko pojętej muzyce alternatywnej.  
Po przeprowadzce do Londynu w 2013 roku, wokalista wydał swój pierwszy minialbum Seven Hours i ruszył w trasę koncertową z Ólafurem Arnaldsem. Po jej zakończeniu rozpoczął współpracę z producentem muzycznym Fabianem Prynnem.
W maju 2014 roku wydał swój pierwszy długogrający album Whelm i występował jako support przed koncertami Nilsa Frahma. Album zdobył wiele pozytywnych recenzji od krytyków muzycznych, otrzymując wysokie oceny od Exclaim!, The 405, Clash, MusicOMH, BBC Radio 6 Music czy The Quietus. 22 września 2014 roku wydał swój drugi album EP Caroline / If Only, promowany przez singel „Caroline”. W 2015 roku podjął współpracę z Finem Greenallem i wraz z jego zespołem wyruszył w europejską trasę koncertową. W 2016 wydał swój drugi album Aforger, a w 2020 trzeci – Milkteeth.

## Dyskografia
| Minialbumy - 2013: Seven Hours - 2014: Caroline / If Only |  | Albumy studyjne - 2014: Whelm - 2016: Aforger - 2020: Milkteeth |